# BC Apollo in het seizoen 2016-17
Het seizoen 2016-17 van BC Apollo was het 6e seizoen van de basketbalclub uit Amsterdam. De club speelde dit jaar voor de vijfde keer in de DBL en in de NBB-Beker.

## Verloop van het seizoen
Vorig seizoen was Apollo de reuzendoder. Uiteraard wilden zij deze lijn doortrekken, nog altijd met hoofdcoach Patrick Faijdherbe en assistent-coach Peter van Paassen. Het grootste gedeelte van de kern van afgelopen seizoen bleef, hoewel Nikki Hulzebos had besloten een punt achter zijn carrière te zetten. Apollo haalde daarvoor drie oude bekenden terug: Sergio de Randamie, Hicham Kherrazi en Joël Brandt. Van de eerste zes wedstrijden won Apollo er vier oprij. Onder andere topclubs als ZZ Leiden, Landstede Basketbal en New Heroes Den Bosch werden verslagen. Dit zou leiden tot een vierde plek tijdens de winterstop. Daarna kreeg Apollo het erg moeilijk, onder andere omdat Max van Schaik het hele seizoen eruit zou liggen met een blessure. Door te winnen van Den Bosch en Weert bleef Apollo wel in bezit van een play-off plek (6e plek). Tegen Leiden werd in de eerste wedstrijd van de play-offs zowaar gewonnen, in de Vijf Meihal. Toch was Leiden in de resterende wedstrijden te sterk.

## Selectie
2009/10 · 2010/11 · 2011/12 · 2012/13 · 2013/14 · 2014/15 · 2015/16 · 2016/17 · 2017/18 · 2018/19 · 2019/20
Apollo Amsterdam · New Heroes Den Bosch  · Donar · Aris Leeuwarden · ZZ Leiden · Challenge Sports Rotterdam · BS Weert · Landstede Basketbal